# Марк Фабий Дорсуон
Марк Фабий Дорсуон (на латински: Marcus Fabius Dorsuo) e политик на Римската република.

## Биография
Произлиза от патрицииската фамилия Фабии, клон Дорсуон. Вероятно е син на Гай Фабий Дорсуон, който по време на нападение на Рим от галите успява да поднесе жертва в храма на Веста (390 пр.н.е.).
През 345 пр.н.е. Марк Дорсуон е консул с колега Сервий Сулпиций Камерин Руф. Избират за диктатор Камил и подчиняват аврунките. Фабий и колегата му водят война против волските и завладяват техния град Сора.